# Uri István
Uri István (Debrecen, 1945. július 3. – 2019. január 23. előtt) Jászai Mari-díjas, Aase- és Kazinczy-díjas magyar színész, szinkronszínész.

## Élete
1963–1967 között a Színház- és Filmművészeti Főiskola hallgatója volt. 1967–71-ben a Madách Színház tagja volt. Három-három évadot játszott Kecskeméten és a Budapesti Gyermekszínházban. 1977-től a győri Kisfaludy Színház művésze volt. Az 1987–88-as évadban a Jurta Színház szerződtette, majd ismét a győri színház tagja volt. Főként epizód- és karakterszerepeket játszott.
1983-ban Kazinczy-díjat, 1984-ben Jászai Mari-díjat kapott. Győri szerződése után rendszeresen szerepelt a Játékszín előadásaiban, utolsó éveiben a Centrál Színházban játszott. 2019 januárjában hosszan tartó betegség után hunyt el. 2019. február 15-én búcsúztatták a Fiumei úti sírkertben.
Színházi munkái mellett gyakorta szinkronizált is.

## Fontosabb színházi szerepei
- William Shakespeare: Rómeó és Júlia... Mercutio; Tybalt
- William Shakespeare: Vízkereszt vagy amit akartok... Malvolio
- William Shakespeare: Hamlet... Rosencrantz
- William Shakespeare: III. Richárd... György
- William Shakespeare: Sok hűhó semmiért... János gróf, Don Pedro törvénytelen öccse
- Molière: Scapin furfangjai... Octave
- Molière: Kényeskedők... Mascarille márki
- Arisztophanész: Béke... Arisztophanész
- Friedrich Schiller: Stuart Mária... Bassinet
- Victorien Sardou – Émile Moreau: Szókimondó asszonyság... Fouché
- Makszim Gorkij: Éjjeli menedékhely... Báró
- Nyikolaj Vasziljevics Gogol: A revizor... Zemljanyika, kórházgondnok
- Lev Nyikolajevics Tolsztoj – Erwin Piscator: Háború és béke... Andrej Bolkonszkij herceg
- John Millington Synge: Szentek kútja... Martin Doul
- Harold Pinter: Régi idők... Deeley
- Harold Pinter: Árulás... Robert
- Henry Keroul-Albert Barré: Léni néni... Rivarol, színész
- Friedrich Dürrenmatt: A fizikusok...  Herbert Georg Beutler, más néven Newton, páciens
- Arthur Miller: A salemi boszorkányok... Danforth
- Arthur Miller: A bűnbeesés után... Dan
- Bertolt Brecht: Kurázsi mama... Zászlós
- Georges Feydeau: A női szabó... Bassinet
- Ariano Suassuna: A kutya testamentuma... Juao atya
- Franz Werfel: Jacobowsky és az ezredes... Légóparancsnok
- Jean-Claude Brisville: A fekete leves... Jean, inas
- Marc Camoletti: Boldog születésnapot!... Robert
- William Somerset Maugham: Csodálatos vagy, Júlia... Michel Cosselin
- Oscar Straus: Varázskeringő... Lothar gróf
- Franz von Suppé: Boccaccio... Pietro
- Hervé: Nebáncsvirág... Celestin
- Teleki László: Kegyenc... Heracles, eunuch
- Katona József: Bánk bán... Myksa bán, a királyfiak nevelője
- Szép Ernő: Lila ákác... Csacsinszky Pali
- Bíró Lajos: Sárga liliom... Dr. Peredy Jenő, orvos
- Móricz Zsigmond: Úri muri.. Szakhmáry Zoltán
- Heltai Jenő: A néma levente... Galeotto Marzio, a király krónikása
- Weöres Sándor: A kétfejű fenevad... Savoyai Jenő herceg; Drakuletz Edelmund báró
- Molnár Ferenc: Olympia... Albert
- Herczeg Ferenc: Bizánc... Lizánder
- Barta Lajos: Szerelem... Komoróczy, adótiszt
- Zsolt Béla: Erzsébetváros... Dr. Paulovits
- Páskándi Géza: A vigéc... Pénzes
- Nyirő József: Jézusfaragó ember... Ülü János
- Bencsik Imre: Pillanatnyi pénzzavar... Balla építésvezető, Lucy kollégája
- Déry Tibor – Presser Gábor – Pós Sándor – Adamis Anna: Képzelt riport egy amerikai popfesztiválról... József
- Csurka István: Döglött aknák... Béla, Moór fia
- Müller Péter: Búcsúelőadás... Fehérbohóc
- Jókai Anna: A feladat... Dr. Aráber István, építészmérnök
- Turián György: Az aranyhajú királyfi... Udvarmester

## Filmszerepei
- Szerelmes biciklisták (1965) .... Benedek
- Aranysárkány (1966)
- Lássátok feleim (1967)
- Ezek a fiatalok (1967) .... Mák Karcsi
- Szevasz, Vera! (1967) .... Miki
- Pokolrév (1969)
- Fényes szelek (1969) .... Pista
- Őrjárat az égen (1970) tv-sorozat
- Tizennégy vértanú (1970) (TV)
- Vidám elefántkór (1971) (TV) .... Főúr
- Derzhis za oblaka (1971)
- A Halhatatlan légiós (1971) .... Hadnagy
- Megtörtént bűnügyek (tv-sorozat)
- Két pisztolylövés (tv-sorozat)
- A Kedves szomszéd (1979) .... Imre
- Kémeri (tv-sorozat)
- Csak a testvérem (1986) (TV)
- Az Angol királynő (1988) (TV)
- Margarétás dal (1989) (TV)
- Linda (tv-sorozat)
- Julianus barát (1991) (TV)
- Haláli történetek (1991) (TV)
- A templomosok kincse (Le Trésor des Templiers)
- Sose halunk meg (1992)
- A pályaudvar lovagja (1992)
- Privát kopó (1993) tv-sorozat
- Ábel az országban (1994) (TV)
- Kis Romulusz (1994) tv-sorozat
- Szomszédok tv-sorozat
- Honfoglalás (1996)
- Ábel Amerikában (1998) (TV)
- Ámbár tanár úr (1998)
- Kisváros tv-sorozat
- Süsüke, a sárkánygyerek (2001) tv-sorozat (hang) .... Varázsló
- Csocsó, avagy éljen május elseje! (2001) .... Bartos Kálmán
- A Titkos háború (2002) (TV) .... The interpreter
- A Hídember (2002)
- Sorstalanság (2005) .... Csarnai
- Jóban Rosszban (2007-2008) ... Horváth Gyula
- Gondolj rám (2016)

## Szinkronszerepei
- Tőzsdecápák
- A dolog: Norris (1. szinkron)
- Amerikába jöttem: Cleo McDowel - John Amos (2. szinkron)
- A törvény ökle: Michael Douglas
- Az örökség, avagy gútentág faszikáim: Dr. Široký
- Csillagkapu (10. évad): Hank Landry tábornok
- Drágán add az életed!: Dwayne T. Robinson helyettes rendőrfőnök - Paul Gleason (1. szinkron)
- Én vagyok Menyus: Menyus
- Fehér Agyar: Mr Smith
- Jackson, a vadállat: Armbruster kapitány - Bill Duke (2. szinkron)
- Korra legendája: Roku avatár
- SpongyaBob Kockanadrág: Rák úr[9] (1-11. évad első két része)
- Született kémek: Jerry
- Rendőrakadémia: Eric Lassard – George Gaynes (RTL szinkron)
- Rocky Horror Picture Show: Dr. Everett V. Scott
- Taxi 1-2. – Reptéri utas – Philippe Du Janerand
- Tömlöcök és sárkányok: Dekion ( 9.részben )
- Tőzsdecápák: Michael Douglas (1. szinkron)
- Péntek 13 – Vll. rész: Friss vér: Dr. Crews

## Díjak
- Kazinczy-díj (1983)
- Jászai Mari-díj (1984)
- Aase-díj (2008)

## További információ
- Uri István a PORT.hu-n (magyarul)
- Uri István az Internetes Szinkronadatbázisban (magyarul)
- Uri István az Internet Movie Database-ben (angolul)